# Dacono
Dacono è un centro abitato (city) degli Stati Uniti d'America, situato nella contea di Weld dello Stato del Colorado. Nel censimento del 2000 la popolazione era di 4.152 abitanti.

## Geografia fisica
Secondo i rilevamenti dell'United States Census Bureau, Dacono si estende su una superficie di 7,1 km².